# 秋田連隊区
秋田連隊区（あきたれんたいく）は、大日本帝国陸軍の連隊区の一つ。前身は秋田大隊区である。一時期を除いて秋田県全域の徴兵・召集等兵事事務を取り扱った。実務は秋田連隊区司令部が執行した。1945年（昭和20年）、同域に秋田地区司令部が設けられ、地域防衛体制を担任した。

## 沿革
1888年（明治21年）5月14日、大隊区司令部条例（明治21年勅令第29号）によって秋田大隊区が設けられ、陸軍管区表（明治21年勅令第32号）により秋田県全域が管轄区域に定められた。第2師管第4旅管に属した。
1896年（明治29年）4月1日、秋田大隊区は連隊区司令部条例（明治29年勅令第56号）によって連隊区に改組され、旅管が廃止となり第8師管に属した。
1903年（明治36年）2月14日、改正された「陸軍管区表」（明治36年勅令第13号）が公布となり、再び旅管が採用され連隊区は第8師管第16旅管に属した。
日本陸軍の内地19個師団体制に対応するため陸軍管区表が改正（明治40年9月17日軍令陸第3号）となり、1907年（明治40年）10月1日、管轄区域の大幅な変更が実施された。
1925年（大正14年）4月6日、日本陸軍の第三次軍備整理に伴い陸軍管区表が改正（大正14年軍令陸第2号）され、同年5月1日、旅管は廃され管轄区域は再び秋田県全域となった。
この区域が終戦まで続くが、1940年（昭和15年）8月1日、秋田連隊区は北部軍管区弘前師管に属することとなった。ただし、北部軍管区を管轄とする北部軍司令部が設置される同年12月2日まで、弘前師管は東部軍管区に属した。1944年（昭和19年）3月25日、弘前師管は東部軍管区に所属を変更した。1945年2月11日、弘前師管は新設の東北軍管区に所属が変更された。同年には作戦と軍政の分離が進められ、軍管区・師管区に司令部が設けられたのに伴い、同年3月24日、連隊区の同域に地区司令部が設けられた。地区司令部の司令官以下要員は連隊区司令部人員の兼任である。同年4月1日、弘前師管は弘前師管区と改称された。

## 管轄区域の変遷
1888年5月14日、陸軍管区表（明治21年勅令第32号）が制定され、秋田大隊区の管轄区域が秋田県全域と定められた。
1907年10月1日、全国的に多くの連隊区が新設されたことに伴い、管轄区域が陸軍管区表（明治40年9月17日軍令陸第3号）により次のとおり定められた。管轄区域から、鹿角郡・北秋田郡・山本郡を弘前連隊区へ移管した。
- 秋田県

秋田市・仙北郡・平鹿郡・雄勝郡・南秋田郡・河辺郡・由利郡
1925年5月1日、陸軍管区表の改正（大正14年4月6日軍令陸第2号）に伴い弘前連隊区が廃止され、旧弘前連隊区から秋田県鹿角郡・北秋田郡・山本郡を編入し、再び管轄区域は秋田県全域となり、廃止されるまで変更はなかった。

## 司令官
| 代         | 氏名       | 階級     | 在任期間                | 出身校・期 | 前職                         | 後職                  | 備考               |
| ---------- | ---------- | -------- | ----------------------- | ---------- | ---------------------------- | --------------------- | ------------------ |
| 秋田大隊区 |            |          |                         |            |                              |                       |                    |
| 心得       | 吉田勝實   | 歩兵大尉 | 1888.5.14 - 1888.10.23  | 石川県     | 陸軍省総務局課員             | 死去                  |                    |
| 心得       | 李家頼蔵   | 歩兵大尉 | 1888.11.17 - 1896.4.1   | 山口県     | 砲兵第1連隊第3大隊長心得     | 秋田連隊区司令官      |                    |
| 秋田連隊区 |            |          |                         |            |                              |                       |                    |
| 1          | 李家頼蔵   | 歩兵少佐 | 1896.4.1- 1896.5.21     | 山口県     | 秋田大隊区司令官             |                       |                    |
| 2          | 村上正積   | 歩兵少佐 | 1896.5.21 - 1897.7.31   | 愛媛県     | 仙台連隊区司令官             | 歩兵第29連隊第1大隊長 |                    |
| 3          | 井上亨     | 歩兵少佐 | 1897.7.31 - 1900.10.30  | 愛媛県     | 台湾守備歩兵第1連隊第3大隊長 | 休職                  |                    |
| 4          | 大久保直道 | 歩兵中佐 | 1900.11.20 - 1901.12.11 | 鹿児島県   |                              | 休職                  |                    |
| 5          | 遠藤文之進 | 歩兵少佐 | 1901.12.11 - 1903.12.1  | 陸士旧2期  | 歩兵第32連隊第1大隊長        |                       |                    |
| 6          | 植村雄太郎 | 歩兵少佐 | 1903.12.1 - 1907.11.14  | 陸士旧9期  | 歩兵第32連隊大隊長           | 歩兵第5連隊附         |                    |
| 7          | 清水三男   | 歩兵中佐 | 1907.11.14 - 1908.12.21 | 陸士旧9期  |                              | 歩兵第23連隊附        |                    |
| 8          | 大瀧幹正   | 歩兵少佐 | 1908.12.21 - 1914.8.10  | 陸士1期    | 歩兵第65連隊大隊長           | 予備役                |                    |
| 9          | 磯部昌朔   | 歩兵中佐 | 1914.8.10 - 1916.1.21   | 陸士6期    | 歩兵第17連隊附               | 歩兵第46連隊長        |                    |
| 10         | 等々力森蔵 | 歩兵中佐 | 1916.1.21 - 1917.8.6    | 陸士6期    | 歩兵第71連隊附               | 歩兵第17連隊長        |                    |
| 11         | 山田留太郎 | 歩兵中佐 | 1917.8.6 - 1920.8.10    | 陸士5期    | 近衛歩兵第4連隊附            | 歩兵第32連隊長        |                    |
| 12         | 隈岡邦彦   | 歩兵中佐 | 1920.8.10 - 1922.8.15   | 陸士10期   | 近衛歩兵第2連隊附            | 歩兵第62連隊長        |                    |
| 13         | 牛久保徳風 | 歩兵大佐 | 1922.8.15 - 1923.3.17   | 陸士10期   | 歩兵第5連隊附                | 待命                  |                    |
| 14         | 遠藤太松   | 歩兵大佐 | - 1924.2.7              | 陸士9期    |                              | 歩兵第17連隊長        |                    |
| 15         | 山田有一   | 歩兵大佐 | 1924.2.7 - 1926.7.18    | 陸士12期   | 近衛歩兵第2連隊附            | 歩兵第41連隊長        |                    |
| 16         | 中村馨     | 歩兵大佐 | 1926.7.28 - 1929.8.1    | 陸士14期   |                              | 歩兵第11連隊長        |                    |
| 17         | 吉井静吉   | 歩兵大佐 | 1929.8.1 - 1930.8.1     | 陸士15期   | 歩兵第17連隊附               | 待命                  |                    |
| 18         | 日置勝騂   | 歩兵大佐 | 1930.8.1 - 1933.8.1     | 陸士16期   | 盛岡連隊区司令部部員         | 待命                  |                    |
| 19         | 浅間義雄   | 歩兵大佐 | 1933.8.1 - 1935.12.2    | 陸士18期   | 第8師団副官                  | 歩兵第43連隊長        |                    |
| 20         | 尾崎義春   | 歩兵大佐 | 1935.12.2 - 1937.4.12   | 陸士23期   | 第20師団参謀                 | 歩兵第17連隊長        |                    |
| 21         | 直川文吾   | 歩兵大佐 | 1937.4.12 -             | 陸士21期   |                              |                       |                    |
| 22         | 小川全勝   | 歩兵大佐 | 1939.3.9 -              | 陸士24期   | 独立守備隊第2大隊長          | 歩兵第140連隊長       |                    |
| 23         | 山村兵衛   | 歩兵大佐 | 1939.8.1 - 1940.8.1     | 陸士24期   |                              | 歩兵第154連隊長       |                    |
| 24         | 畠山利雄   | 歩兵大佐 | 1940.3.9 -              | 陸士22期   |                              |                       |                    |
| 25         | 広瀬勝滋   | 少将     | 1943.8 -                | 陸士18期   |                              |                       |                    |
| 26         | 西原修三   | 大佐     | 1944.3.1 -              | 陸士24期   |                              |                       |                    |
| 27         | 飯塚慶之助 | 少将     | 1945.3.31 -             | 陸士19期   | 予備役                       |                       | 秋田地区司令官兼務 |